# Albrecht Mann (Politiker)
Albrecht Mann (* 26. Januar 1812 in Oels; † 1868) war ein deutscher Richter und Parlamentarier.

## Leben
Albrecht Mann wurde als Sohn des Oberpostdirektors Heinrich Mann geboren. Nach dem Abitur am Gymnasium in Frankfurt (Oder) studierte er an den Universitäten Bonn, und Berlin Rechtswissenschaften. 1830 wurde er Mitglied des Corps Curonia Bonn, 1832 des Corps Borussia Bonn und 1834 des Corps Vandalia Rostock. Mann wurde Kreisrichter in Wittstock/Dosse und später in Cottbus. Er war Abgeordneter zum Preußischen Landtag.